# Hans Rosenfeldt
Hans Gerhard Magnus Rosenfeldt (folkbokförd Rosenfeld), tidigare Pettersson, född 13 juli 1964 i Borås Caroli församling, Älvsborgs län, är en svensk manusförfattare, skådespelare och programledare i etermedia. Han är sedan 2019 hedersledamot vid Västgöta Nation i Lund.

## Biografi

### Barndom och ungdom
Hans Petersson föddes 1964 i Borås i Västergötland. Efter gymnasiet då han planerade en skådespelarkarriär, tog han sin mors flicknamn och ersatte sitt födelsenamn.
Rosenfeldt blev särskilt lång under puberteten och behandlades med tillväxthormon för att begränsa sin tillväxt. När han var 14 år nådde han sin fulla längd på 2,06 meter.
Han hade en karriär som basketbollsspelare, och arbetade en kort tid som sjölejonstränare på Borås djurpark. Innan han bestämde sig för att bli skådespelare hade han också jobb som chaufför och lärare.

### Karriär
Rosenfeldt började som skådespelare i slutet av 1980-talet. Förutom små tv-roller spelade han med Nationalteatern i Göteborg i fem år. Så småningom tröttnade han på detta och sökte istället jobb på radioprogrammet Glädjetåget. Han började snart skriva för tv, bland annat såpoperorna Rederiet och Tre kronor på 1990-talet.

### Radio
Rosenfeldt har varit programledare för ett flertal radioprogram i Sveriges Radio P3. Varje söndagsförmiddag hördes han i Sveriges Radio P4:s numera nedlagda program Söndagsskolan. Som radiopersonlighet har han varit en återkommande panelmedlem i Sveriges Radio P1:s På minuten i över ett decennium och tog över programledarrollen efter Ingvar Storm i januari 2018. Han har också arbetat som tv-presentatör och varit värd för spelshowen från 2000 till 2003.

#### Sommar och Vinter i P1
Rosenfeldt var värd för Sveriges Radios vinterprogram 2009 och 2011; berättelsen i programmet 2009 inspirerades av hans mors erfarenhet av demens. Den 21 augusti 2021 var han sommarvärd i P1.

### Författarskap
Som manusförfattare ligger Rosenfeldt bakom TV-serier som De drabbade, 183 dagar och Bron samt långfilmen Reine & Mimmi i fjällen!.
År 2006 anställdes Rosenfeldt av det svenska produktionsföretaget Filmlance International för att skapa en kriminalserie som skulle utspelas i både Sverige och Danmark. Resultatet blev Bron, en dansk-svensk samproduktion som fokuserar på ett par poliser som undersöker en serie brott som äger rum vid gränsen mellan de två länderna. Seriens första säsong hade premiär 2011 och dess andra säsong sändes 2013. Bron var en internationell framgång och skapade fem anpassningar, inklusive The Bridge och Tunneln, som utspelar sig vid den amerikansk-mexikanska respektive brittisk-franska gränsen.
Rosenfeldt och hans vän Michael Hjorth har skrivit en serie kriminalromaner om kriminalpsykologen Sebastian Bergman.  Deras första bok, Det fördolda släpptes 2010 och uppföljaren Lärjungen publicerades 2011. Sen dess har även Fjällgraven (2012), Den stumma flickan (2014), De underkända (2015) och En högre rättvisa (2018) kommit ut i serien. Tillsammans anpassade de de två första böckerna i serien till en tv-miniserie, Den fördömde, som sändes 2010.  I september 2020 utkom hans första egna spänningsroman, Vargasommar, som utspelar sig i Haparanda. 

### Television
Hans Rosenfeldt var nöjeschef på Sveriges Television mellan januari 2003 och december 2005, men han kände sig inte lämpad för rollen.. 
Han har tidigare varit programledare för Parlamentet, Dubbat, Högsta domstolen och Folktoppen. 
Rosenfeldt har två år skrivit manus för julkalendern i SVT, Jul i Kapernaum (1995) och En riktig jul (2007).
Tillsammans med Jessika Gedin medverkade han som tävlande i 2008–2009 års upplaga av På spåret, där paret kom på andra plats. Vid säsongen 2009–2010 gick samma lag till semifinal. Laget deltog även i programmets mästarsäsong 2012–2013, där de åkte ut i gruppspelet. Rosenfeldt medverkade i Masked Singer 2021 som Voododockan. Han gick till final och kom på 2:a plats efter Daniel Norberg som gestaltade Godisautomaten.
Rosenfeldt har sedan 2016 skrivit den engelskspråkiga serien Marcella.

### Privatliv
Rosenfeldt är bosatt i Stockholm med sin fru Lotta (född Lundh 1965). De har tre barn.

## Filmografi, i urval (manus om annat inte angivits)
- 1988 – Strul (skådespelare)
- 1990 – Kurt Olsson - filmen om mitt liv som mig själv (skådespelare)
- 1994–1997 – Tre kronor (TV-serie)
- 1995 – Jul i Kapernaum (TV-serie)
- 1995–1997 – Radioskugga (TV-serie)
- 1997 – Reine och Mimmi i fjällen
- 1998–2002 – Rederiet (TV-serie)
- 1998 – Aspiranterna (TV-serie)
- 1999 – Sjätte dagen (TV-serie)
- 1999 – Reuter & Skoog (TV-serie)
- 2000 – Hassel - Förgörarna
- 2000 – Brottsvåg (TV-serie)
- 2001 – Kaspar i Nudådalen (TV-serie)
- 2001 – Mirakelpojken (TV-serie)
- 2002 – Bella bland kryddor och kriminella (TV-serie)
- 2003 – Järnvägshotellet (TV-serie)
- 2003 – De drabbade (TV-serie)
- 2005 – Ulveson & Herngren (TV-serie)
- 2007 – En riktig jul (TV-serie) (manus & skådespelare)
- 2008 – Oskyldigt dömd (TV-serie)
- 2009 – Wallander – Hämnden
- 2009 – 183 dagar (TV-serie)
- 2009 – Playa del Sol (TV-serie)
- 2010 – Göta kanal 4 – Tårkanalen (TV-serie)
- 2010 – Den fördömde (TV-serie)
- 2011–2018 – Bron (TV-serie) (skapare)
- 2012–2015 – Morden i Sandhamn (TV-serie)
- 2016–2020 – Marcella (TV-serie) (skapare)
- 2018 – Advokaten (TV-serie)
- 2021 – Masked Singer Sverige (Voodoodockan/sig själv)
- 2024 – Ronja Rövardotter (TV-serie) (manus)
- 2024–2025 – Vargasommar (TV-serie) (skapare)

### Fotnoter
1. ↑  PORT person-ID: 383142, läs online, läst: 21 juni 2020.[källa från Wikidata]
2. 1 2  Sveriges befolkning 2000, Sveriges Släktforskarförbund, 2020.[källa från Wikidata]
3. ↑  Libris, Kungliga biblioteket, 26 mars 2018, Libris-URI: jgvz4h124p8d9ct, läst: 24 augusti 2018.[källa från Wikidata]
4. 1 2  Internet Movie Database, IMDb-ID: nm0742577co0047972.[källa från Wikidata]
5. ↑  Sveriges befolkning
2000:
Rosenfeld, Hans Gerhard Magnus
(1964-07-13)
Försäkringskassan, uttag avseende 20001231 (2014)
6. 1 2 3 4  ”Hans Rosenfeldt”. World Conference of Screenwriters. 2014. Arkiverad från originalet den 10 januari 2015. https://web.archive.org/web/20150110110735/http://www.wcos03.org/prelegent,2,43,1,1,Hans-Rosenfeldt.html. Läst 22 juni 2021.
7. 1 2 3 4 5 6 7  Collin, Lars (17 januari 2010). ”Rosenfeldt har höga ambitioner”. Svenska Dagbladet. http://www.svd.se/kultur/rosenfeldt-har-hoga-ambitioner_4101619.svd. Läst 22 juni 2011.
8. 1 2 3  Engman, Pascal (17 september 2013). ”Hans Rosenfeldt stoppades i växten”. Expressen. http://www.expressen.se/noje/hans-rosenfeldt-stoppades-i-vaxten/. Läst 22 juni 2021.
9. 1 2 3 4  ”Hans Rosenfeldt – Vinter 2011”. Sveriges Radio. 27 december 2011. http://sverigesradio.se/sida/avsnitt/134903?programid=2071. Läst 22 juni 2021.
10. ↑  ”Sommar i P1 2021”. 10 juni 2021. https://sverigesradio.se/artikel/sommarvardar-2021-hela-listan. Läst 22 juni 2021.
11. 1 2 3  Arentsen, Anneke (5 december 2013). ”Interview: Hans Rosenfeldt over zijn misdaadserie The Bridge” (på nederländska). Film1. Arkiverad från originalet den 25 februari 2021. https://web.archive.org/web/20210225052854/https://www.film1.nl/blog/20985-Interview-Hans-Rosenfeldt-over-zijn-misdaadserie-The-Bridge.html. Läst 22 juni 2021.
12. ↑  Stanley, Alessandra (9 juli 2013). ”Evil Knows No Borders”. The New York Times. https://www.nytimes.com/2013/07/10/arts/television/the-bridge-adapts-a-scandinavian-tv-crime-series.html?_r=0. Läst 22 juni 2021.
13. ↑  Frost, Vicky (10 januari 2013). ”The Bridge becomes the Tunnel in Anglo-French crime thriller remake”. The Guardian. https://www.theguardian.com/media/2013/jan/10/the-bridge-tunnel-sky-atlantic-remake. Läst 22 juni 2021.
14. ↑  https://www.aftonbladet.se/nojesbladet/a/JJjb9j/voodoodockan-och-enhorningen-kom-tvaa-och-trea-masked-singer
15. ↑  ”Marcella”. Buccaneer Media. https://www.buccaneermedia.com/marcella. Läst 15 mars 2024.

### Webbkällor
- Hans Rosenfeldt på Internet Movie Database (engelska)
- Hans Rosenfeldt på Svensk Filmdatabas